# 叶承垣
叶承垣（？—），男，中华人民共和国政治人物，曾任中共宁波市委书记，宁波市政协主席，第九届全国政协委员。